# Мэркулеску, Иоланда
Иола́нда Мэркуле́ску (рум. Iolanda Mărculescu, англ. Yolanda Márculescu; 2 апреля 1923, Румыния — декабрь 1992, Милуоки, США) — румынская и американская оперная певица (сопрано).

## Биография
С 20 лет пела в хоре Бухарестской оперного театра, затем начала петь сольные партии и в 1950—1960-е годы была примадонной румынской оперы. Много гастролировала по странам Восточной Европы и СССР, регулярно записывала пластинки. В 1956 году в СССР была выпущен диск-гранд с ариями и румынскими песнями в её исполнении (Д—3022-23). Участвовала в первом Международном фестивале-конкурсе Джордже Энеску в 1958 году.
В 1968 году вместе с мужем — скрипачом Санду Штерном — бежала в Австрию. В 1969 году семья поселилась в США, где Иоланда сначала короткое время работала в Чикагском университете, а затем переехала в г. Милуоки (штата Висконсин), где в местном университете открылся вокальный факультет, который она возглавляла вплоть до июня 1992 года.
В 1981 году организовала Международный фестиваль классической песни в Милуоки, который проводился 10 лет каждые два года.
В сентябре 1991 года по приглашению министра культуры Румынии вновь приехала в родную страну, где не была более 20 лет, и вновь участвует в Международном фестивале-конкурсе Джордже Энеску, но уже как член жюри.
Иолада Мэркулеска умерла от рака в декабре 1992 года.